# Useldange
Useldange (en luxembourgeois : Useldeng  et en allemand : Useldingen) est une localité luxembourgeoise et le chef-lieu de la commune portant le même nom située dans le canton de Redange.

## Géographie

### Localisation
| Préizerdaul        |           | Vichten     |
| Redange-sur-Attert | Useldange | Helperknapp |
| Beckerich          | Saeul     |             |

Le village est traversé d'ouest en est en son centre par la rivière Attert, un affluent de l'Alzette. Il est relié au réseau routier par les routes nationales N24 et N22 ainsi que par le CR305.

### Sections de la commune
- Everlange
- Rippweiler
- Schandel
- Useldange (siège)

## Histoire
Jadis, Useldange était aussi desservi par une ligne de chemin de fer déferrée en 1969, la ligne de l'Attert, via la gare d'Useldange.

## Politique et administration

### Liste des bourgmestres
| Période                                  | Période       | Identité       | Étiquette | Qualité |
| ---------------------------------------- | ------------- | -------------- | --------- | ------- |
| janvier 1964                             | décembre 1969 | Jean Hollerich |           |         |
| janvier 1970                             | décembre 1999 | Nicolas Anzia  |           |         |
|                                          | En cours      | Pollo Bodem    | LSAP      |         |
| Les données manquantes sont à compléter. |               |                |           |         |

## Population et société

### Démographie
L'évolution du nombre d'habitants est connue à travers les recensements de la population effectués dans le pays depuis 1821. Les recensements décennaux de la population permettent de caler les chiffres sur la composition de la population par sexe, âge, nationalité et commune de résidence. Entre deux recensements, la population au 1er janvier de l’année {\displaystyle x} est évaluée en ajoutant à la population au 1er janvier de l’année {\displaystyle x-1} les soldes naturel (naissances {\displaystyle -} décès) et migratoire (arrivées {\displaystyle -} départs) de l'année. La même méthode est appliquée pour la répartition par âge au 1er janvier et les effectifs totaux par nationalité. Depuis le 1er septembre 2023, le Luxembourg dénombre 100 communes.
Au 1er janvier 2024, la commune comptait 2 143 habitants.
| 1821 | 1851  | 1871  | 1880  | 1890  | 1900  | 1910  | 1922  | 1930  |
| ---- | ----- | ----- | ----- | ----- | ----- | ----- | ----- | ----- |
| 901  | 1 210 | 1 362 | 1 304 | 1 227 | 1 062 | 1 149 | 1 080 | 1 059 |

| 1935  | 1947  | 1960  | 1970  | 1978  | 1979  | 1981  | 1983  | 1984  |
| ----- | ----- | ----- | ----- | ----- | ----- | ----- | ----- | ----- |
| 1 078 | 1 149 | 1 031 | 1 059 | 1 037 | 1 031 | 1 040 | 1 050 | 1 060 |

| 1985  | 1986  | 1987  | 1988  | 1989  | 1990  | 1991  | 1992  | 1993  |
| ----- | ----- | ----- | ----- | ----- | ----- | ----- | ----- | ----- |
| 1 060 | 1 060 | 1 050 | 1 049 | 1 066 | 1 059 | 1 084 | 1 109 | 1 180 |

| 1994  | 1995  | 1996  | 1997  | 1998  | 1999  | 2000  | 2001  | 2002  |
| ----- | ----- | ----- | ----- | ----- | ----- | ----- | ----- | ----- |
| 1 206 | 1 224 | 1 249 | 1 274 | 1 296 | 1 316 | 1 373 | 1 301 | 1 298 |

| 2003  | 2004  | 2005  | 2006  | 2007  | 2008  | 2009  | 2010  | 2011  |
| ----- | ----- | ----- | ----- | ----- | ----- | ----- | ----- | ----- |
| 1 272 | 1 329 | 1 323 | 1 331 | 1 347 | 1 379 | 1 397 | 1 472 | 1 537 |

| 2012  | 2013  | 2014  | 2015  | 2016  | 2017  | 2018  | 2019  | 2020  |
| ----- | ----- | ----- | ----- | ----- | ----- | ----- | ----- | ----- |
| 1 571 | 1 575 | 1 639 | 1 688 | 1 658 | 1 800 | 1 867 | 1 900 | 1 942 |

| 2021  | 2022  | 2023  | 2024  | - | - | - | - | - |
| ----- | ----- | ----- | ----- | - | - | - | - | - |
| 1 965 | 2 022 | 2 075 | 2 143 | - | - | - | - | - |

Pour des raisons techniques, il est temporairement impossible d'afficher le graphique qui aurait dû être présenté ici.

## Culture locale et patrimoine

### Lieux et monuments

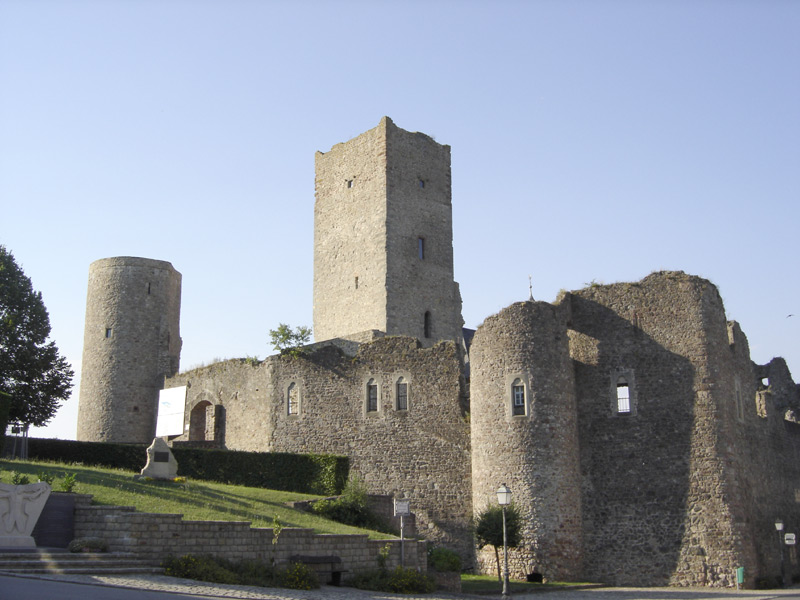
Les ruines du château féodal.

- On y trouve un petit aérodrome pour vol à voile ;
- Sur un roc saillant au milieu du village se dressent les ruines d’un château féodal.

### Héraldique, logotype et devise
| Blason de Useldange | Blason  | |
| Blason de Useldange | Détails | Armoiries de la commune luxembourgeoise d'Useldange. La commune d’Useldange reçoit ses armoiries en date du 4 décembre 1986. Les barres horizontales proviennent des armoiries des seigneurs d’Esch-sur-Sûre qui étaient aussi les seigneurs d’Useldange. La croix est dérivée des armoiries des seigneurs de Septfontaines qui possédaient le village de Rippweiler. Elle symbolise aussi le village de Schandel qui lui, appartenait aux seigneurs de Sterpenich, et plus tard aux seigneurs de Hondelange qui avaient aussi une croix avec une tête de chien dans leur blason. |